# Municipio de Cēsis
El municipio de Cēsu (en letón: Cēsu novads), uno de los 36 municipios de Letonia, está ubicado en el norte de dicho país báltico. Fue creado durante el año 2009 después de una reorganización territorial. La capital es la villa de Cēsis.

## Subdivisiones
- Amatas pagasts
- Cēsu pilsēta (ciudad)
- Drabešu pagasts
- Dzērbenes pagasts
- Inešu pagasts
- Jaunpiebalgas pagasts
- Kaives pagasts
- Liepas pagasts
- Līgatnes pagasts
- Līgatnes pilsēta (villa)
- Mārsnēnu pagasts
- Nītaures pagasts
- Priekuļu pagasts
- Raiskuma pagasts
- Skujenes pagasts
- Stalbes pagasts
- Straupes pagasts
- Taurenes pagasts
- Vaives pagasts
- Vecpiebalgas pagasts
- Veselavas pagasts
- Zaubes pagasts
- Zosēnu pagasts

## Población y territorio
Su población se encuentra compuesta por un total de 41,161 personas (2021). La superficie de este municipio abarca una extensión de territorio de unos 2.668,1 kilómetros cuadrados. La densidad poblacional es de 15,9 habitantes por cada kilómetro cuadrado.